# Чемпіонат світу із шахів серед жінок 1930
Другий турнір за звання чемпіонки світу з шахів проходив у червні 1930 року в Гамбурзі під час III шахової олімпіади.
У турнірі брали участь 5 шахісток із 5-ти країн — Австрії, Англії, Німеччини, Чехословаччини, Швеції. Турнір проходив у 2 кола.
Після 1-го кола попереду була Паула Вольф-Кальмар — 3½ очка з 4. Очком поступалася лідерові Віра Менчик; вона зазнала поразки (єдина впродовж усіх турнірів) від Валлі Геншель. У 2-му колі Менчик виграла всі партії й знову завоювала звання чемпіонки світу — 6½ очок. 2-е місце посіла Вольф-Кальмар — 5½ очок, третє — Геншель — 4½.

## Таблиця
| № | Учасниця            | Країна         | 1 | 1 | 2 | 2 | 3 | 3 | 4 | 4 | 5 | 5 |  | + | − | = | Очки | Місце |
| - | ------------------- | -------------- | - | - | - | - | - | - | - | - | - | - |  | - | - | - | ---- | ----- |
| 1 | Віра Менчик         | Чехословаччина |   |   | ½ | 1 | 0 | 1 | 1 | 1 | 1 | 1 |  | 6 | 1 | 1 | 6½   | 1     |
| 2 | Паула Вольф-Кальмар | Австрія        | ½ | 0 |   |   | 1 | 0 | 1 | 1 | 1 | 1 |  | 5 | 2 | 1 | 5½   | 2     |
| 3 | Валлі Геншель       | Німеччина      | 1 | 0 | 0 | 1 |   |   | 1 | 1 | 0 | ½ |  | 4 | 3 | 1 | 4½   | 3     |
| 4 | Катарина Бесков     | Швеція         | 0 | 0 | 0 | 0 | 0 | 0 |   |   | 1 | 1 |  | 2 | 6 | 0 | 2    | 4     |
| 5 | Аґнес Стівенсон     | Англія         | 0 | 0 | 0 | 0 | 1 | ½ | 0 | 0 |   |   |  | 1 | 6 | 1 | 1½   | 5     |